# En dotter åt djävulen
En dotter åt djävulen (engelska: To the Devil a Daughter) är en brittisk skräckfilm från 1976 i regi av Peter Sykes, med Richard Widmark, Christopher Lee, Honor Blackman och Denholm Elliott i rollerna. Filmen är producerad av Hammer och är baserad på romanen To the Devil a Daughter av Dennis Wheatley.

## Handling
Den ockulta författaren John Verney (Richard Widmark) frågas av Henry Beddows (Denholm Elliott) om han kan hämta Beddows dotter på flygplatsen. Catherine (Nastassja Kinski) är en nunna i en mystisk order i Bayern och får komma hem en gång om året. Men efter att Catherine anlänt insisterar Beddows på att hon stannar hos Verney. Men hennes order, som leds av den mystiska kättaren Fader Michael Rayner (Christopher Lee), gör allt för att få henne tillbaka. Ordern är egentligen en grupp satanister som har förberett Catherine att bli Astaroths avatar på hennes artonde födelsedag.

## Rollista
| Richard Widmark     | – John Verney      |
| Christopher Lee     | – Fader Michael    |
| Honor Blackman      | – Anna             |
| Denholm Elliott     | – Henry Beddows    |
| Michael Goodliffe   | – George de Grass  |
| Nastassja Kinski    | – Catherine        |
| Eva Maria Meineke   | – Eveline de Grass |
| Anthony Valentine   | – David            |
| Derek Francis       | – Biskop           |
| Izabella Telezynska | – Margaret         |
| Constantine Gregory | – Kollde           |
| Anna Bentinck       | – Isabel           |

## Produktion
Två välbetalda brittiska skådespelare hade fått rollerna som David och George De Grass, men då Richard Widmarks lön blev högre än förväntad fick man göra en ny rollbesättning med billigare och mindre välkända skådespelare.